# Biografieforschung
Die Biografieforschung ist in der Soziologie und Erziehungswissenschaft ein Forschungsansatz der Qualitativen Sozialforschung. Biografieforschung befasst sich mit der Rekonstruktion von Lebensverläufen und Sinnkonstruktionen auf der Basis biografischer Erzählungen oder persönlicher Dokumente. Das Textmaterial kann auch aus Interviewprotokollen in schriftlicher Form bestehen. Diese Protokolle werden nach bestimmten Regeln ausgewertet und interpretiert.

## Geschichte der Biografieforschung

### Einzelfallbezogene Biografieforschung
Biografien, auch Autobiografien, enthielten seit ihrem Aufkommen in der Antike (bedeutend: Plutarch) immer schon soziologische Erörterungen. Zumeist behandelten sie politisch, künstlerisch oder in anderen Lebensbereichen herausragende Einzelpersönlichkeiten; doch gab es auch Ausnahmen wie Ulrich Bräkers Lebensgeschichte und natürliche Ebentheuer des Armen Mannes im Tockenburg. Mit dem Aufkommen der Soziologie drangen deren Sichtweisen in das Blickfeld der Autoren; ausgesprochene Sozio-Biografien Einzelner blieben aber bis heute selten (z. B. Alphons Silbermann über Jacques Offenbach, Bettina Clausen/Lars Clausen über Leopold Schefer, Norbert Elias über Wolfgang Amadeus Mozart).

### Biografieforschung zur Erschließung größerer Gruppierungen
Die biografische Methode als Untersuchungsansatz für größere Gruppierungen wurde zuerst von Florian Znaniecki ab den 1920er Jahren in die polnische Soziologie eingeführt und dort über Jahrzehnte hinweg als dominanter Forschungsansatz der empirischen Sozialforschung entwickelt und ausgebaut. Der von Znaniecki und William I. Thomas publizierten Untersuchung über Bauern in Polen und als polnische Immigranten in den Vereinigten Staaten liegt eine umfangreiche Sammlung von Tagebüchern, Briefen, Memoiren, Autobiografien und Verwaltungsdokumenten zugrunde, die thematisch geordnet und interpretiert werden. Die Rezeption dieser Arbeit verzögerte sich aufgrund der sprachlichen Hindernisse zunächst, sie wurde dann aber im Social Science Research Council (SSRC) aufgenommen und verbreitet. Der biografische Forschungsansatz bildete eine wichtige Grundlage für die Entwicklung der Chicagoer Schule, die später den symbolischen Interaktionismus hervorbrachte.
Ein weiterer Meilenstein in der Entwicklung der Biografieforschung waren die von Clifford R. Shaw 1930 und 1931 verfassten Analysen von Lebensläufen straffälliger Jugendlicher. Nach 1945 sank angesichts des Erfolges quantitativer Methoden und strukturfunktionalistischer Theorien das Interesse an der Biografieforschung.
Lediglich in der Devianzforschung ging der biografische Ansatz nie ganz verloren. 1978 publizierte Aaron Victor Cicourel eine Fallstudie zur Lebensgeschichte eines Jungen namens Mark, die in der Sozialarbeit breite Aufmerksamkeit fand. Cicourel weist in seiner Untersuchung detailliert nach, wie durch polizeiliche Vernehmungen, einseitige und verfälschte Interpretationen sowie durch Akteneintragungen eine kriminelle Karriere konstruiert wurde.

### Neuere Biografieforschung
Seit den 1980er Jahren erlebt die Biografieforschung im Zuge einer erstarkenden qualitativen Sozialforschung einen neuen Aufschwung und entwickelt sich zu einem anerkannten Forschungsansatz in der Soziologie (siehe Martin Kohli, Werner Fuchs-Heinritz und andere). Unterstützt wurde diese Entwicklung von einer tendenziellen Abkehr des soziologischen Fokus von System und Struktur hin zu Lebenswelt, Alltag und Akteur und das Wiederaufleben phänomenologischer Theorieansätze. Die Soziologie wandte sich auch wieder einzelnen, sonst unauffälligen, aber als exemplarisch wertvoll erachteten Fallstudien von Lebensläufen zu.
Mit der zunehmenden Pluralisierung der Lebenswelten, der Modernisierung und Differenzierung der postmodernen Gesellschaften, der Auflösung traditioneller Werte und Sinngebung stellte sich gegen die Jahrtausendwende die Sinnhaftigkeit biografische Analyse in einer neuen Dringlichkeit dar. Der Akteur wurde zu einem Schnittpunkt unterschiedlicher und teilweise divergierender Anforderungen, Teilsystemlogiken, Erwartungshaltungen, normativer Leitbilder und institutionalisierten Regulierungsmechanismen (vgl. Georg Simmels Schnittpunkt sozialer Kreise).
Die „Normalbiografie“ löste sich auf und entließ den Einzelnen in die Notwendigkeit, seinen Lebenslauf in eigener Regie zu managen und Lösungen für die unterschiedlichen und sich widersprechenden Einflussfaktoren und Figurationen zu finden. In dieser Situation wird die selbsterfundene biografische Identität mit ihren gefährdeten Übergängen, Brüchen und Statuswechseln zu einem Konfliktfeld zwischen institutioneller Steuerung und individueller Handlungsstrategie. In einem DFG-Sonderforschungsbereich „Statuspassagen und Risikolagen im Lebensverlauf“ an der Universität Bremen wurde in den Jahren 1989 bis 2001 die Dynamik des modernen Lebenslaufregimes empirisch erforscht.
Der rekonstruktive Ansatz in der Biografieforschung, der phänomenologischen und gestalttheoretischen Theorieansätzen nahesteht, wurde unter anderem von Gabriele Rosenthal methodologisch weiterentwickelt. Zentral ist dabei die Unterscheidung zwischen dem „erzählten Leben“ (Gegenwartsperspektive) und dem „erlebten Leben“ (Vergangenheitsperspektive).

## Methoden und Probleme der Biografieforschung

### Einzelfall-Ansatz versus induktive Verallgemeinerung
Die Biografieforschung ist im Rahmen der qualitativen Forschungsansätze als Einzelfallansatz zu bewerten. Mit der Entscheidung, Einzelfallstudien durchzuführen, ist eine Herangehensweise an das Forschungsfeld bezeichnet, nicht eine spezifische Methode. Die Biografieforschung bedient sich bei der Datenauswertung nicht einer einzelnen, sondern verschiedener Methoden. Dabei sind die am häufigsten verwendeten Methoden der Datenerhebung bei Lebenden das narrative Interview und/oder das offene Leitfadeninterview, sonst überwiegt die klassische (sozio)historische Quellenerschließung bis hin zur modernen Inhaltsanalyse. Die Vielfalt und Vielgestalt biografischer Quellen lassen den aus der quantitativen Sozialforschung und Demoskopie bekannten Versuch, induktiv vorzugehen, hoffnungslos erscheinen. An ihre Stelle tritt oft ein – umgangssprachlich gefasst – ‚detektivisches‘ Vorgehen.
Grundsätzlich entsteht also aus der Ausrichtung auf Einzelfälle die Frage nach den Möglichkeiten überhaupt, wissenschaftlich gültig disparate Einzelaussagen zu verallgemeinern. Dies ist die Frage nach der Tragfähigkeit abduktiver Schlussfolgerungen. Die abduktive Vorgehensweise, von einem oder mehreren Fällen auf gesellschaftliche relevante, allgemeine Verhaltens-, Handlungs- und Deutungsmuster zu schließen, ist in der soziologischen Praxis sehr verbreitet, theoretisch aber bisher nicht vollkommen ausgearbeitet. Robert K. Merton hat hier von der Serendipity gesprochen. Ansätze gibt es zur methodischen Entwicklung von Typen und vergleichenden Typisierungen des Datenmaterials (vgl. zum Beispiel Uta Gerhardt 1984).

### Erlebte und erzählte Lebensgeschichte
Ein grundsätzliches Problem besteht auch in der Differenz zwischen der tatsächlichen, der erlebten und der erzählten Lebensgeschichte. In den frühen Studien der Biografieforschung wurde großer Wert darauf gelegt, aus zusätzlichen Quellen (Verwaltungsakten, Chroniken, Darstellungen Dritter usw.) den tatsächlichen Verlauf der Biografie zu rekonstruieren und somit „Fehlerquellen“ in der Erinnerung und Darstellung durch den Befragten auszuschalten. Heute geht man – entsprechend der phänomenologischen „Einklammerung“ des Seins der Objekte – zunehmend davon aus, dass der tatsächliche Lebenslauf nicht rekonstruiert werden kann, dass die Erlebnisse immer schon in der Wahrnehmung interpretiert werden und in der Erinnerung im Rahmen der Gesamtbiografie eingeordnet werden. Gegenstand der biografischen Forschung kann und soll daher die wahrgenommene und erinnerte Biografie – im Unterschied zum Lebenslauf – sein. Von Interesse sind gerade die Deutungen und Sinnkonstruktionen, die als Leistung des Individuums die eigene Biografie zu einem kohärenten Zusammenhang konstituieren und konstruieren. Aus den Erfahrungen mit dem lebensgeschichtlichen Erzählen und der Forschungsmethode des narrativen Interviews hat sich die Methode der biografisch-narrativen Gesprächsführung entwickelt, die die Forschungsprinzipien auf professionelles pädagogisches, beratendes und soziales Handeln überträgt.

### Rekonstruktion latenter Sinnstrukturen
Die Frage nach den Sinnkonstruktionen führt weiter zur Frage nach dem subjektiv gemeinten und objektiv statthabenden Sinn. Ein Handelnder produziert nach Ulrich Oevermann in einer Situation immer mehr und anderen Sinn als er wahrnimmt. Als Aufgabe der Biografieforschung wird daher von einigen Biografieforschern die Rekonstruktion beider Arten von Sinngebungen betrachtet. Hinter und unter dem von den Befragten geäußerten Interpretationen liegen die latenten Sinnstrukturen, die den Lebenssinn konstituieren und sich in den einzelnen Lebenssituationen ausbuchstabieren. In diesen latenten, verborgenen Sinnmustern vermitteln und verflechten sich individuelle Erfahrung und gesellschaftliche Bedingtheit. Diese geben dem Leben hinter dem Rücken der Akteure eine Richtung und einen Handlungsrahmen vor. Als methodisches Verfahren zur Rekonstruktion der latenten Sinnstrukturen kommen in der Biografieforschung die Objektive Hermeneutik und die Strukturale Rekonstruktion nach Heinz Bude zur Anwendung.